# Poperinghe New Military Cemetery
Poperinghe New Military Cemetery is een Britse militaire begraafplaats met gesneuvelden uit de Eerste Wereldoorlog, gelegen in de Belgische stad Poperinge. De begraafplaats ligt aan de Deken De Bolaan op 1.200 m ten zuidoosten van de Grote Markt. Ze heeft een trapeziumvormig grondplan en bestaat uit een Brits en een Frans gedeelte. Het Britse gedeelte werd ontworpen door Reginald Blomfield met medewerking van Noël Rew en wordt onderhouden door de Commonwealth War Graves Commission. De toegang bestaat uit twee witte stenen schuilgebouwtjes verbonden door een natuurstenen muur waartussen centraal het Cross of Sacrifice staat dat geflankeerd wordt door twee houten hekjes. De Stone of Remembrance staat tegen de zuidoostelijke muur.
Er liggen 951 doden begraven (Brits en Frans gedeelte samen).

## Geschiedenis
Poperinge was door zijn grootte en ligging een belangrijk centrum voor de Britse en Franse troepen. Niettegenstaande dat de stad dicht bij Ieper en het front lag was het er toch relatief veilig. Het was een plek met goede logistieke infrastructuur waar vele sociale en militaire activiteiten plaatsvonden. Er waren ook veldhospitalen gevestigd waar de talrijke slachtoffers uit de Tweede en de Derde Slag om Ieper verpleegd werden.
De begraafplaats werd door de Franse troepen vanaf 27 april 1915 in gebruik genomen nadat de gemeentelijke begraafplaats (Poperinge Communal Cemetery) en de Poperinghe Old Military Cemetery werden gesloten. Vanaf juli 1915 werd ze ook door de Britten gebruikt. De meeste doden werden bijgezet in 1915, maar ook in 1917 als gevolg van de gevechten tijdens de Derde Slag om Ieper. Tussen april en mei 1918 (tijdens het Duitse lenteoffensief) werden nog 239 slachtoffers begraven. Daarna werd de begraafplaats gesloten.
In het Britse gedeelte liggen nu 599 Britten (waaronder 3 niet geïdentificeerde), 20 Australiërs, 55 Canadezen, 3 Nieuw-Zeelanders en 1 Duitser begraven. Er ligt ook 1 Sikh (Tu Kivie Singh) die bij het Chinese Labour Corps was tewerkgesteld.
In het Franse gedeelte liggen 273 Franse militairen (waaronder 11 Noord-Afrikanen) en 2 Belgische religieuzen.
De twee Belgische religieuzen zijn Euphrasia Vanneste (zuster Juliana) en Martha Declercq. Zij stierven allebei door een Duits projectiel op 14 juli 1917.
De begraafplaats werd in 2009 als monument beschermd.

## Graven

### Onderscheiden militairen
- Herbert Stoney Smith, luitenant-kolonel bij het Leicestershire Regiment en R.V. Doherty-Holwell, luitenant-kolonel bij de Royal Engineers werden onderscheiden met de Distinguished Service Order (DSO).
- de majoors Maurice Hewson Wilkinson, Edward Charles Randolph Kilkelly en James Foord, de kapiteins Hugh Henry Lean, Philip Mundy Chaworth-Musters en H.G. Pearce, de luitenants Brian Macnamara en Aubrey Francis Blackwell en onderluitenant William Lionel Phillips Griffith-Jones werden onderscheiden met het Military Cross (MC). Kapitein William Gray Walker ontving deze onderscheiding tweemaal (MC and Bar).
- de korporaal Henry James William Nixon (alias H.J.W. Anstead) en de sergeant-majoor A. Noble werden onderscheiden met de Distinguished Conduct Medal (DCM). Laatstgenoemde ontving deze onderscheiding tweemaal (DCM and Bar).
- volgende militairen ontvingen de Military Medal (MM): kwartiermeester sergeant J.W. Barker, sergeanten J.N. Smith, George Roy Bice en F.M. Jenkins, korporaal A.C. Smith en geleider G. Buckley.

### Minderjarige militairen
- schutter Alfred Robert Halford van het King's Royal Rifle Corps was 16 jaar toen hij op 5 augustus 1915 sneuvelde.
- de schutters Alfred B. Curry en L.H. Foster en de soldaten Herbert Morris en Albert Mander waren 17 jaar toen ze sneuvelden.

### Aliassen
- korporaal Henry James William Nixon diende onder het alias H.J.W. Anstead bij het West Yorkshire Regiment (Prince of Wales's Own).
- kanonnier Maurice Healey diende onder het alias Maurice Sheenan bij de Royal Field Artillery.
- kanonnier Joseph William Bangs diende onder het alias Joseph William Benson bij de Royal Field Artillery.
- soldaat James Crampton diende onder het alias James Grampton bij het York and Lancaster Regiment.

### Gefusilleerde militairen
Op deze begraafplaats liggen 17 militairen begraven die wegens desertie of lafheid werden gefusilleerd. Dit is het hoogste aantal op één begraafplaats. Hun namen zijn:
- soldaat James H. Wilson (Canadian Infantry), 9 juli 1916.
- soldaat Come Laliberte (Canadian Infantry), 4 augustus 1916, 25 jaar.
- soldaat J. Bennett (Hampshire Regiment), 28 augustus 1916, 19 jaar.
- soldaat Albert Botfield (South Staffordshire Regiment), 18 oktober 1916, 28 jaar.
- soldaat Richard Stevenson (The Loyal North Lancashire Regiment), 25 oktober 1916.
- soldaat Bernard McGeehan (The King's (Liverpool Regiment)), 2 november 1916.
- soldaat Reginald Thomas Tite (Royal Sussex Regiment), 25 november 1916, 27 jaar.
- soldaat William Henry Simmonds (Middlesex Regiment), 1 december 1916, 23 jaar.
- soldaat James Crampton (York and Lancaster Regiment), 4 februari 1917, 39 jaar.
- soldaat John W. Fryer (East Surrey Regiment), 14 juni 1917, 23 jaar.
- soldaat James S. Michael (Cameronians (Scottish Rifles)), 24 augustus 1917.
- soldaat Joseph Stedman (Machine Gun Corps), 5 september 1917, 25 jaar.
- sergeant John Thomas Wall (Worcestershire Regiment), 6 september 1917, 22 jaar.
- soldaat George Everill (North Staffordshire Regiment), 14 september 1917, 30 jaar.
- soldaat Herbert Morris (British West Indies Regiment), 20 september 1917, 17 jaar.
- soldaat Frederick C. Gore (The Buffs (East Kent Regiment), 16 oktober 1917, 19 jaar.
- Eric Skeffington Poole, onderluitenant bij het West Yorkshire Regiment (Prince of Wales's Own). Gefusilleerd op 10 december 1916, 31 jaar. Hij was een van de drie Britse officieren die tijdens de Eerste Wereldoorlog werden gefusilleerd.[3]